# Bad Teacher (serial telewizyjny)
Bad Teacher – amerykański komediowy serial telewizyjny, wyprodukowany przez Sony Pictures Television oraz CBS Television Studios. 23 maja 2013 roku CBS zamówiła serial na sezon 2013/2014 roku. Serial jest telewizyjną adaptacją filmu o tym samym tytule z 2011 roku. Scenariusz serialu opracowali: Hilary Winston, Gene Stupinsky i Lee Eisenberg.
14 lutego 2014 roku CBS potwierdziła datę premiery zaplanowaną na 24 kwietnia 2014 roku. 10 maja 2014 roku stacja CBS ogłosiła anulowanie serialu.

## Fabuła
Serial opowiada o Meredith Davis, rozwódce, która zaczyna uczyć w szkole, aby znaleźć męża.

## Obsada
- Ari Graynor jako Meredith Davis[4]
- Sara Gilbert jako Irene[5]
- Ryan Hansen jako Joel[6]
- David Alan Grier jako Carl Gaines[7]
- Kristin Davis jako Ginny[8]
- Sara Rodier jako Lily

### Gościnne występy
- Caitlin Kimball jako Kim[9]
- Katie Walder jako Brie[9]

## Odcinki
| Sezon | Sezon | Odcinki | Oryginalna emisja | Oryginalna emisja | Oryginalna emisja | Oryginalna emisja | Oryginalna emisja |
| Sezon | Sezon | Odcinki | Premiera sezonu   | Finał sezonu      | Premiera sezonu   | Finał sezonu      |                   |
| ----- | ----- | ------- | ----------------- | ----------------- | ----------------- | ----------------- | ----------------- |
|       | 1     | 13      | 24 kwietnia 2014  | 26 lipca 2014     | brak danych       | brak danych       |                   |

### Sezon 1 (2014)
| Nr | #  | Tytuł                 | Reżyseria         | Scenariusz                    | Premiera CBS     | Premiera |
| -- | -- | --------------------- | ----------------- | ----------------------------- | ---------------- | -------- |
| 1  | 1  | Pilot                 | Don Scardino      | Hilary Winston                | 24 kwietnia 2014 |          |
| 2  | 2  | Daddy Issues          | Peter Lauer       | Tim McAuliffe                 | 1 maja 2014      |          |
| 3  | 3  | Evaluation Day        | Victor Nelli      | Ben Dougan                    | 8 maja 2014      |          |
| 4  | 4  | Fieldtrippers         | Bryan Gordon      | Billy Finnegan                | 15 maja 2014     |          |
| 5  | 5  | The 6th Grade Lock-In | Adam Davidson     | Erica Rivinoja                | 22 maja 2014     |          |
| 6  | 6  | Yearbook              | Fred Savage       | Matthew Libman Daniel Libman  | 5 lipca 2014     |          |
| 7  | 7  | Divorced Dudes        | Fred Goss         | Hilary Winston                | 5 lipca 2014     |          |
| 8  | 8  | Nix the Fat Week      | Eric Appel        | Amy Pocha Seth Cohen          | 12 lipca 2014    |          |
| 9  | 9  | Life Science          | Eyal Gordin       | Mat Harawitz                  | 12 lipca 2014    |          |
| 10 | 10 | Found Money           | Matt Sohn         | Jamie Rhonheimer              | 19 lipca 2014    |          |
| 11 | 11 | A Little Respect      | Fred Goss         | David McHugh Matthew Flanagan | 19 lipca 2014    |          |
| 12 | 12 | The Bottle            | Linda Mendoza     | Jamie Rhonheimer              | 26 lipca 2014    |          |
| 13 | 13 | What’s Old Is New     | Jay Chandrasekhar | Hilary Winston                | 26 lipca 2014    |          |